# Krákumál
Krákumál (isländisch: kráka „Krähe“, mál „Lied, Sprache“, vermutlich im 12. Jahrhundert verfasst) bezeichnet eines der fünf Sterbelieder in der altnordischen Literatur. Es ist wahrscheinlich auf den schottischen Orkneyinseln entstanden. Der Inhalt ist auch in der Ragnars saga loðbrókar (Ragnar-Lodbrok-Saga) und bei Saxo Grammaticus zu finden. Das Lied der Kráka umfasst 29 Strophen, die aus je 10 Zeilen bestehen. Es ist im Stil einer „háttlausa“, also ohne Assonanzen und Stabreime gedichtet. Alle Zeilen beginnen gleich: Hjöggum vér með hjörvi, was „Wir schlugen mit dem Schwert“ bedeutet. Lediglich die erste Zeile in der letzten Strophe lautet: Fýsumk hins at hætta, was übersetzt so viel wie „Wir sehnen uns danach, zu sterben“ heißt.

## Krákain der nordischen Mythologie
Der Begriff kráka bedeutet auf Isländisch zwar Krähe, bezieht sich aber auf Ragnars zweite Frau Áslaug, wie in der Völsunga saga und der Snorra-Edda erwähnt. Sie war die Tochter Sigurds und Brynhilds. Nach dem Tod ihrer Eltern wurde sie von König Heimir aufgezogen, der eine große Harfe anfertigte, um das Mädchen zu verstecken. Als Heimir nach Spangereid in Lindesnes zum Hofe von Åke und Grima kam und dort um ein Nachtquartier bat, wurde er im Schlaf von Åke auf Geheiß Grimas ermordet, da diese glaubte, etwas Wertvolles aus der Harfe ragen zu sehen. Als er und seine Frau anschließend die Harfe zerlegten, entdeckten sie Áslaug und gaben ihr den Namen Kráka. Der Beiname wurde Áslaug wohl auch wegen ihrer an eine Krähe erinnernde schwarzen Kleidung gegeben, die sie tragen musste, damit niemand von ihrer vornehmen Abstammung erfuhr. Sie wuchs ähnlich wie „Aschenputtel“ in einem ärmlichen Umfeld auf und erlangte später den Status einer Königin. Ragnar Lodbroks Gefolgsleute entdeckten sie, als sie Brot backen sollten. Kráka half ihnen den Brotteig zu kneten, aber wegen ihrer Schönheit vergaßen sie, das Brot aus dem Ofen zu nehmen und es verbrannte. Ragnar wollte wissen, wieso das Brot so schlecht sei und seine Leute berichteten ihm von der wunderschönen Kráka. Da er sich sicher war, dass sie nicht so schön wie seine erste Frau Þora sein konnte, bestellte das Mädchen ein und verlangte, dass sie weder bekleidet noch nackt, weder hungrig noch satt, weder alleine noch in Begleitung kommen sollte. Kráka hüllte sich daher in ein Netz ein, biss in eine Zwiebel und kam zu Ragnar mit einem Hund als Begleitung. Von ihrem Geist und ihrer Schönheit beeindruckt, heiratete Ragnar sie und sie gebar die gemeinsamen Söhne Ivar, Björn, Hvitserk und Ragnvald. Allerdings ist es auch möglich, dass der Beiname Kráka sich auf Áslaugs Stiefmutterrolle von Agnarr und Eirekr, den Söhnen ihres Mannes Ragnar, beziehen kann. In norwegischen Märchen wird die böse Stiefmütter oft als „kråke“ (kráka) bezeichnet, während in färöischen Märchen garstige Stiefschwestern als Krákudóttir betitelt werden. Da Áslaug zudem die Vogelsprache versteht, ein Vermächtnis ihres Vaters, könnte dies ebenfalls für die Namengebung ausschlaggebend gewesen sein. Durch ihre Heirat mit Ragnar Lodbrok wurde sie zur Begründerin des norwegischen Königsgeschlechts der Völsungen.

## Inhalt

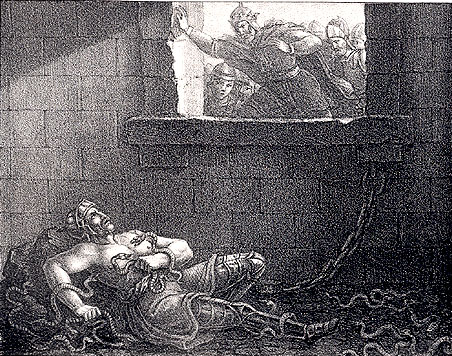
Ragnar Lodbroks Tod von Hugo Hamilton (1830)

König Ælla von Northumbrien fängt König Ragnar, einen Helden, der sich für einen Sohn Odins hält im Kampf. Dieser hatte gegen den Rat seiner Frau Kráka versucht, England mit nur zwei Schiffen zu erobern. Er ist ausgestattet mit einem Hemd seiner Frau Kráka, das ihn unverwundbar macht. Ælla wirft den Gefangenen in eine Schlangengrube, doch das Gift der Schlangen macht ihm nichts aus. Erst als Ælla ihm das von Kráka angefertigte und schützende Hemd wegnimmt, stirbt er langsam an den giftigen Bissen der Schlangen. Der gefangene Held, den Tod vor Augen, beschreibt nun in den ersten 21 Strophen seine Heldentaten und Schlachten. Inhaltlich handelt es sich um ein typisch germanisches Preislied. Es beginnt mit Ragnars Kampf gegen den Drachen, der ihm seinen Beinamen „Lodenhose“ eintrug, beschränkt sich dann aber auf seine 51 Schlachten. Das Sterbelied nennt geografische Orte, preist gefallene Helden und schildert Grausamkeiten in traditioneller Dichtkunst. In den letzten acht Strophen beschreibt er das Ideal einer heldenhaften Lebensweise im Allgemeinen und huldigt dem Mannesmut, da er die Walküren erwartet, die ihn nach Walhall an die Tafel Odins bringen sollen.
In diesen letzten Strophen wird die für die Wikinger typische Todesverachtung deutlich.

### Textbeispiel
Hjoggum vér með hjörvi.
Hitt vas æ fyr löngu,
es á Gautlandi gengum
at grafvitnis morði;
þá fengum vér Þóru,
þaðan hétu mik fyrðar,
es lyngölun lagðak,
Loðbrók at því vígi;
stakk á storðar lykkju
stáli bjartra mála.

### Übersetzung
Wir schlugen mit dem Schwert,
das war vor langer Zeit,
als wir nach Gautland gingen,
um Grabwolf zu morden.
Dann bekamen wir Þóra,
 die Leute nannten mich,
(seit der Schlacht, als ich den Heidenfisch tötete),
pelzige Hose.
Ich steckte den hellen Stahl
in die Erdschlaufe.